# Stefanie Pohl
Stefanie Pohl (* 16. November 1979) ist eine ehemalige deutsche Fußballspielerin.

## Karriere
Die 163 cm große Pohl spielte zunächst von 1999 bis 2001 als Abwehrspielerin für den FFC Flaesheim-Hillen in der Bundesliga. Sie bestritt 22 Punktspiele, in denen sie zwei Tore erzielte, und debütierte am 29. August 1999 (1. Spieltag) bei der 1:3-Niederlage im Heimspiel gegen Grün-Weiß Brauweiler, gegen den sie auch ihr erstes Tor, mit dem Anschlusstreffer zum 1:2 in der 78. Minute, erzielte. Höhepunkt war ihr Einsatz im Finale um den Vereinspokal im Olympiastadion Berlin am 26. Mai 2001. Vor 30.000 Zuschauern – als Vorspiel zum Männerfinale – wurde sie bei der 1:2-Niederlage gegen den 1. FFC Frankfurt für Jeannette Götte in der 83. Minute eingewechselt.
Von 2001 bis 2003 war sie dann für den Ligakonkurrenten FCR 2001 Duisburg in ebenfalls 22 Punktspielen aktiv.
Für ihren letzten Verein, den FFC Heike Rheine, bestritt sie in der Saison 2005/06 – vom 14. August 2005 (1. Spieltag) bis 23. April 2006 (18. Spieltag) – noch einmal elf Bundesligaspiele.

## Erfolge
- DFB-Pokal-Finalist 2001